# Історія освоєння мінеральних ресурсів Казахстану

Історія освоєння мінеральних ресурсів Казахстану
Найдавніші свідчення використання мінеральних ресурсів людиною на території Казахстану датуються нижнім палеолітом (700–300 тис. років тому, ашельська епоха, хребет Каратау), коли широко використовували різноманітні гірські породи, найбільше — кремінь, для виготовлення знарядь. В V–VI тис. до н. е. почали видобувати глини для виготовлення посуду та будівництва житла (зокрема — давнє поселення Ботай).
Унікальні за запасами і якістю руд родовища кольорових металів сприяли появі наприкінці III тис до н. е. в Сариарці (Центральний Казахстан) значних гірничо-металургійних центрів. Накопичення самородної міді знайдені на давніх родовищах Калмактас, Беркара, Кизилеспе, Акшагил (частина — безпосередньо в древніх виробках). В Гірничому музеї Санкт-Петербурзького гірничого інституту зберігається привезений з Каркаралинського степу для царя Олександра II мідний самородок вагою 832 кг. Саме наявність самородної міді сприяла започаткуванню виробництва металевих знарядь без процесу плавлення. Трохи пізніше починається розробка окиснених мідних руд.
З середини II тис. до н. е. територія Казахстану стає одним з найбільших центрів Євразії по одержанню міді та олов'яних бронз на базі численних поліметалічних родовищ (Джезказганське, Кенказганське, Алтин-Тюбінське та інших). Обсяг гірничих робіт сягав 1 млн т на Джезказганському родовищі та 800 тис. т на Кенказганському, що, з урахуванням простоти технологій і ручних знарядь, вражає гірничих інженерів сьогодення. Олов'яні руди (каситерит) видобували на покладах Калбінського та Наримського хребтів у Рудному Алтаї. Руди видобували відкритим способом, невеликими шахтами, штольнями та канавами.
Для проведення виробок і розробки руд використовували кам'яні відбійники, кирки, кайла, молоти великих розмірів, кам'яні та бронзові клини (тільки в давніх копальнях Джезказгану знайдено понад 500 гірничих знарядь). Для кріплення виробок застосовували цілики й штучні опори у вигляді кам'яних стовпів діаметром близько 1 м; вироблений простір заповнювали пустою породою, а вхід в копальню завжди закривали величезними сланцевими плитами. Значних розмірів (до кількох сотень метрів) сягали кар’єри, які забезпечували найбільші обсяги виробництва. Вони, як і інші гірничі об'єкти отримали назву чудських копалень («чуддю» називали пізніші народи давні арійські племена гірників-металургів).
До унікальних гірничих пам'ятників II–I тис. до н. е. відносять греблі з брил граніту, установлених «на ребро». Ці кам'яні греблі (канали) є супутниками давніх виробок в Карагандинському, Каркаралинському, Баяноульському степах. Вони слугували для збору паводкових та артезіанських вод і забезпечували гірничі роботи водою в посушливий час. Таким чином, масштабна розробка гранітів не викликала у давніх рудокопів особливих ускладнень. В цей же час вівся видобуток золота. На початку I тис. до н. е. починають активно розробляти залізні руди, водночас зменшується видобуток мідних руд.
Починаючи з раннього середньовіччя гірничий промисел занепадає. Пожвавлення гірничорудної промисловості спостерігається в IX-ХІІ ст. (здебільшого рудники Джезказгану) і пізніше — в XVIII-XIX ст. (приєднання до Росії, укази Петра I про пошуки руд). На північному заході Алтаю видобуток руд починається в першій половині XVIII ст. В Коливані, Барнаулі, Зміїногірську були побудовані заводи Демидових, а в другій половині XVIII ст. були відкриті численні родовища Рудного Алтаю. Тут видобували срібло, свинець, золото. «Відкриття» нових родовищ було здійснено за ознаками давніх чудських промислів.
У Центральному Казахстані промисловий видобуток мінералів розпочався у другій половині XIX ст. (рудники й плавильні С. Попова). Кам'яне вугілля Караганди починають видобувати в середині XIX ст. В кінці XIX ст. на Ембі освоїли видобуток нафти. В цей час дрібні копальні, зокрема золота, працювали у Казахстані практично повсюдно.
З 1920-х років (радянська доба) починається потужний планомірний розвиток гірничої промисловості в Казахстані. В цей час всі гірничодобувні підприємства були націоналізовані. У Джезказгані, на Рудному Алтаї, Каратау стали до ладу потужні рудники, у Балхаші — мідно-плавильний завод, на родовищі Коунрадське — великий кар’єр. У зв'язку з потребами військово-промислового комплексу країни під час Другої світової війни активно розробляли марганцеві руди Джезказган-Улутауського району, хроміти Кемпірсайських родовищ, олов'яно-вольфрамові руди на Калбі та в Центральному Казахстані, ряд свинцево-цинкових родовищ на півдні країни. У другій половині XX ст. гірнича промисловість становила 15-20 % від обсягу промислового виробництва Казахстану.
Казахстан на початку XXI ст. займає 1-е місце у світі за запасами вольфраму і бариту, 2-е — за запасами хромових і фосфорних руд, урану (запаси 25-30 % світових). Республіка займає 3-є місце у світі за запасами срібла, міді, цинку, свинцю; 4-е — за запасами молібдену; 6-е — за запасами золота; 8-е — за запасами залізних руд. Загалом за запасами і рівнем видобутку основних видів мінеральної сировини Казахстан входить до перших 10 країн світу з розвинутою мінерально-сировинною базою. З 40 основних видів паливно-енергетичних і металічних корисних копалин у сучасному Казахстані добувається і переробляється з отриманням продукції високого ступеня готовності близько 20 видів (вуглеводнева сировина, вугілля, уран, залізо, марганець, хром, мідь, свинець, цинк, золото, срібло, бісмут, кадмій, галій і інші), добувається і проходить первинну переробку понад 10 видів (алюміній, нікель, молібден, реній, осмій і інші). По ряду корисних копалин (тантал, ніобій, вольфрам, олово) видобуток припинено через високу собівартість продукції і низьку якість сировини. У 2001 р. частка паливно-енергетичної галузі становить 11 %, а гірничо-металургійної 24 % від загального промислового виробництва країни. Розвинені нафтова, газова і вугільна промисловість, видобуток і переробка металургійної і гірничохімічної сировини, будівельних матеріалів та інш. Кольорова металургія країни у 2001 р. виробляла кольорові, благородні і рідкісні метали 32 найменувань, до 70 видів їх прокату. На 1 січня 2002 в гірничій галузі країни діяло 1 203 компаній.
Підготовку кадрів гірничо-геологічного профілю сьогодні здійснюють в Казахському політехнічному університеті (1934 р.) та Карагандинському політехнічному інституті (1953 р.).